# SS France (1912)
«Франция» (фр. France) — французский трансатлантический лайнер, построенный для компании Компани Женераль Трансатлантик (Френч Лайн). В начале XX века британские и немецкие лайнеры преобладали на североатлантическом маршруте. Вскоре после появления роскошных океанских лайнеров Кунард Лайн «Лузитании» и «Мавритании», директора Френч Лайн решили вступить в гонку на Северной Атлантике.

## Строительство
Киль «Франции» был заложен в феврале 1909 года. Новый лайнер должен был быть чудом французского судостроения. Мало того, что он был вдвое больше любого другого французского судна, он так же был первый четырёхвинтовой французский лайнер, а также первый (и последний) четырёхтрубный лайнер Франции. Так же «Франция» был первым французским лайнером, приводимым в движение паровыми турбинами Парсона. Менее громоздкие и более мощные, чем паровые машины турбины могли развивать мощность до 45,000 л. с. И вести судно на скорости до 25 узлов (46 км/ч).
«Франция» был спущен на воду 10 сентября 1910 года на Реке Луара. В следующие месяцы судно оборудовали двигателями и отделали внутренние помещения.

## Первый рейс. Карьера

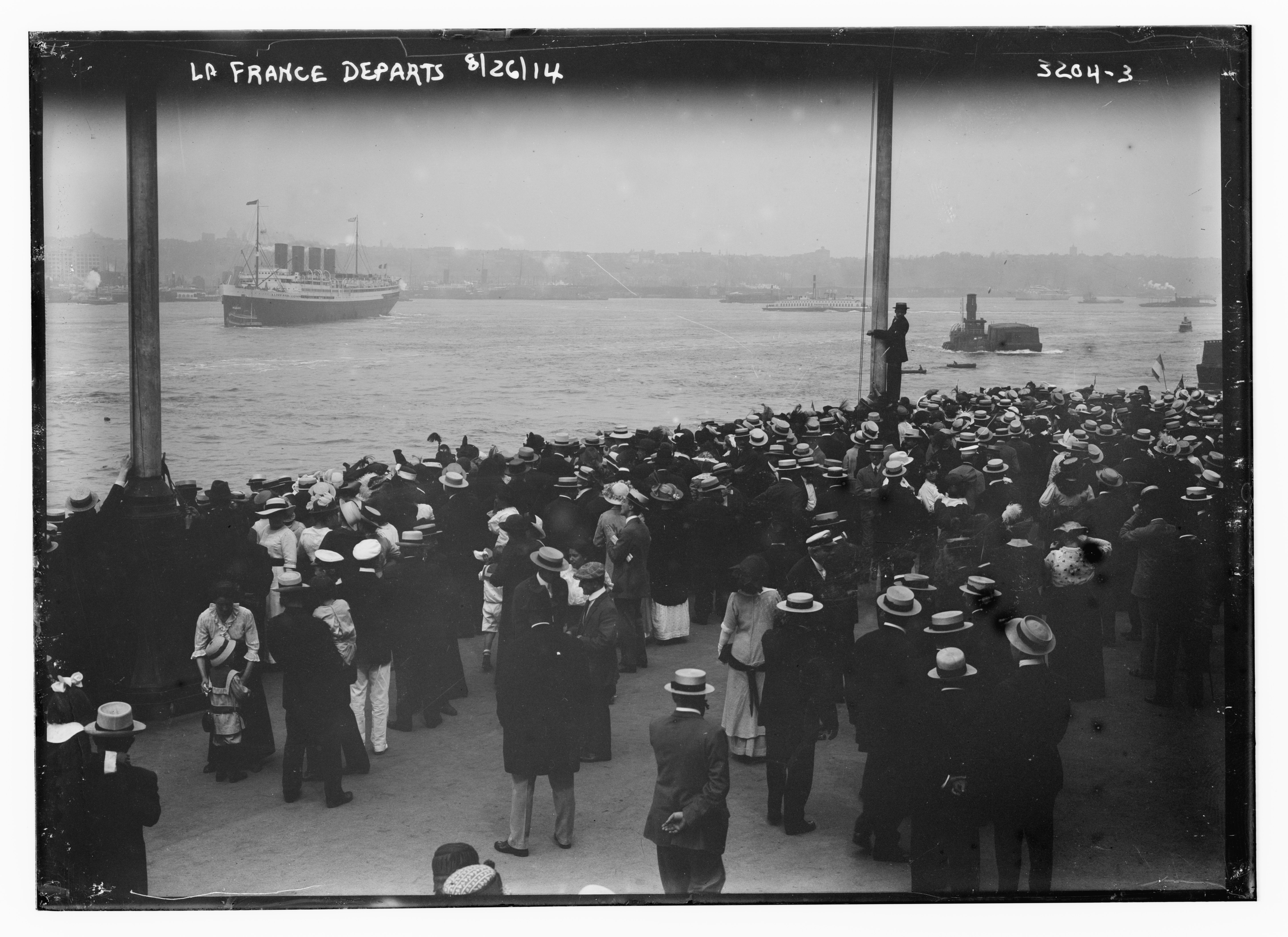
«Франция» покидает Нью-Йорк. 26 августа 1914 года.

20 апреля 1912 года «Франция» отправился в свой первый рейс до Нью-Йорка, всего через 5 дней после трагической гибели «Титаника». Во время рейса судно показало новый уровень роскоши, комфорта, скорости, обслуживания и кухни на борту. Лайнер быстро заработал репутацию популярного судна.
Корабль «Франция» тоннажем в 23 769 тонн был вдвое меньше своих британских конкурентов. Небольшой размер судна компенсировался роскошью убранства: декорированная в стиле Людовика XIV «Франция» была похожа на дворец короля в Версале.
Но у судна были и недостатки: лайнер страдал от вибрации на высоких скоростях и имел тенденцию к бортовой качке даже в спокойных водах. Судно вскоре сняли с линии и отправили на верфь Harland and Wolff в Белфасте (Северная Ирландия) для устранения этих недостатков. На верфи судну поставили более широкие скуловые кили, чтобы лайнер меньше страдал от качки, и заменили винты, благодаря которым «Франция» к тому же стал быстрее. Имея крейсерскую скорость в 23,5 узла он стал самым быстрым лайнером в мире после «Лузитании» и «Мавритании».

## Первая мировая война

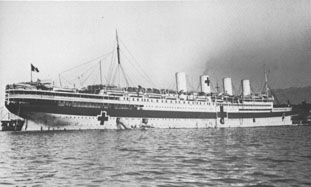
«Франция» в ливрее госпитального судна

С началом Первой мировой войны в 1914 году французское правительство немедленно реквизировало «Францию» для использования в качестве вооруженного коммерческого крейсера и дало имя «Франция IV». В качестве крейсера «Франция» долго не пробыл: судно было слишком большим и потребляло слишком много угля. Его переоборудовали в транспортное судно.
Позже, в 1916 году «Франция» был переоборудован в госпитальное судно и работал в тандеме с новым лайнером Уайт Стар Лайн «Британником» и «Аквитанией» Кунард Лайн.
Когда 21 ноября 1916 года затонул «Британник», потребность в госпитальных судах возросла и «Франция» продолжил военную службу в Средиземноморье, пока США не вступили в войну в 1917 году. Лайнер снова стал военным транспортом и начал перевозить солдат из Америки в Европу. В 1918 году его военная служба была прекращена из-за взрыва в машинном отделении, в результате которого погибли 9 человек. Судну требовался серьёзный ремонт.

## Послевоенный период

«Франция» (слева) и «Париж» (справа) в Нью-Йорке

В марте 1919 года «Францию» вернули Френч Лайн и сразу же переименовали опять во «Францию». Но все же судно транспортировало американских солдат назад в Америку до осени 1919 года.
В 1920 году лайнер отослали на верфь для ремонта и модернизации. В 1921 «Франция» передал статус флагмана новому лайнеру «Париж», но все же остался очень популярным среди мировой богемы.
Его пассажирские нагрузки побудили переоборудовать «Францию» в лайнер только для первого класса, не считая 150 мест третьего класса. В течение преобразования его котлы были модернизированы для работы на жидком топливе, что позволило сильно сократить команду машинного отделения. Лайнер спокойно служил Френч Лайн летом и отправлялся в зимние круизы до 1927 года. С появлением «Иль де Франс» управление Френч Лайн решили переоборудовать «Францию» в круизный лайнер.

## Великая Депрессия
Великая Депрессия ознаменовала конец карьеры лайнера. Большинство его богатых пассажиров были разорены и не могли себе позволить трансатлантическое путешествие. Так же общий спад в бизнесе серьёзно отразился и на трансатлантических перевозках.
«Франция» все чаще пустовала, пока в 1932 году его не сняли с линии и не поставили на прикол в Гавре. До 1933 года он стоял в порту без присмотра, пока в том же году сторож не заметил на судне пожар.
Хотя огонь быстро погасили, он все же смог вызвать незначительные повреждения. Но к настоящему времени его уже превосходили более новые компаньоны и новый флагман Френч Лайн «Нормандия». Тогда компания решила продать 21-летнее судно на слом. 15 апреля 1935 года «Франция» в последний раз покинул Гавр и отправился на слом в Дюнкерк.